# Schwertmannite
La schwertmannite è un minerale ferro-ossiidrossisolfato con una formula chimica ideale di:
{\displaystyle {\ce {Fe8O8(OH)6(SO4)\cdot nH2O}}}
oppure:
{\displaystyle {\ce {Fe16^{3}+O16(OH,SO4)_{12-13}\cdot (10-12)H20}}}.
È stata descritta per la prima volta per un evento in Finlandia nel 1994 e intitolata a Udo Schwertmann, uno scienziato del suolo dell'Università tecnica di Monaco di Baviera.

## Abito cristallino
È un minerale tetragonale opaco che si presenta tipicamente come incrostazioni giallo brunastre. Ha una durezza in scala di Mohs di 2,5 - 3,5 e un peso specifico di 3,77 - 3,99.

## Origine e giacitura
La Schwertmannite (con una distinta morfologia "a puntaspilli") si forma comunemente in acque ricche di ferro e acidi solfati con valori di pH nell'intervallo tra 2 e 4. 

## Forma in cui si presenta in natura
La schwertmannite è stata inizialmente riconosciuta ufficialmente come minerale nuovo da una sorgente naturale di acido-solfato a Pyhäjärvi Tuttavia, è più comunemente segnalata come un precipitato arancione nei torrenti e nei laghi interessati dal drenaggio delle miniere acide. La Schwertmannite è anche nota per essere centrale nella geochimica ferro-zolfo nei suoli solfati acidi associati alle pianure costiere.